# (26220) 1997 WB37
1997 دابليو بي 37 (ويعرف أيضًا باسم (26220) 1997 دابليو بي 37 وفق تسمية الكوكب الصغير) (بالإنجليزية: 1997 WB37)‏ هو كويكب ضمن حزام الكويكبات؛ وترتيبه 26220 من حيث الاكتشاف.
اكتُشف هذا الجُرم الفلكي بواسطة بحث لنكولن عن الكويكبات القريبة من الأرض في 29 نوفمبر 1997.

## وصلات خارجية
- (26220) 1997 WB37 في قاعدة بيانات مختبر الدفع النفاث لأجرام النظام الشمسي الصغيرة

- الاكتشاف · مخطط المدار ·  العناصر المدارية · المعلمات المادية

- (26220) 1997 WB37 على موقع ويكي سكاي: DSS2, SDSS, GALEX, IRAS, Hydrogen α, X-Ray, Astrophoto, Sky Map, Articles and images